# Tokusima
Tokusima (徳島市, Tokushima), Tokusima prefektúra fővárosa, Sikoku szigetén helyezkedik el, Japánban.  2018-as felmérés alapján a becsült népesség 321 654 fő volt, népsűrűsége 1700 fő/ km2. A város 191,23 km²-en terül el. A modern Tokusima városát 1889. október 1-én alapították. Abban az időben ez volt az ország 10. legnagyobb városa. A várost Tokusima reptér szolgálja ki. A repülőtér mai neve Tokusima Avaodori repülőtér.

## Történelem
A Hacsiszuka család alapította a várost. A Hacsiszuka család tizennégy generációjának irányítása alatt Tokusima közigazgatási és gazdasági központként működött. 1898-ben megalapították az önkormányzati közigazgatást. Az 1920-as évek végén a szomszédos városokat és falvakat Tokusima városába egyesítették, és a közigazgatási területet bővítették. 
A Tokusima célponttá vált a II. világháborúban az Egyesült Államok Hadseregének Légiereje XXI. bombázó parancsnoksága által. A város a régió mezőgazdasági központja volt, ezért válhatott áldozattá. 1945. július 3-án 17: 45-kor (JST) 137 repülőgép szállt fel azért, hogy Tokusimát lebombázzák. Tokusimára 1050 tonna gyújtó bombát dobtak le, a város beépített területeinek 74%-át elpusztítva ezzel. 

## Kultúra
Tokusima hatalmas utcáiról és zöld környezetű külvárosairól is ismert. Itt az időt el el lehet tölteni parkokban sétálva is, de meg lehet nézni különböző a nevezetességeket is, mint például kastélyokat stb. A város része a 88 templomból álló zarándoklatnak, amely elhíresült Sikoku szigetén.
Minden év augusztusában, az Obon Fesztivál ideje alatt, Tokusima egy kulturális táncfesztivált rendez meg, az Ava Odorit. Az Ava, Tokusimai prefektúra ősi neve, és az Ava Odori szó szerint "Ava tánc”-ként fordítható le. A fesztivál ideje alatt a kisgyermekektől a professzionális tánccsoportokig terjedő lakosok a japán hagyományos tánc jellegzetes stílusát mutatják be regionális jelmezekben, húrok, énekek és dobok kíséretében. (Ezek is általában a táncosok által jönnek létre).

## Éghajlat, Időjárás
Tokusima városa meg van áldva mind enyhe éghajlattal (párás szubtrópusi klíma), mind gazdag mezőgazdasági termékekkel. A csapadékmennyisége nagy, hatalmas a különbség van egy esős nyár, illetve egy száraz tél között.

## Kulturális programok Tokusimában a turisták számára
1.  Ava Odori: Ava Odori a város egyik leghíresebb fesztiválja, amelyet minden év augusztusban rendeznek. 400 éve rendezik ezt meg, és rengeteg látogatót vonz a városba. A fesztivál ideje alatt nagyon sok ember özönlik az utcákra, ahol különleges és bonyolult táncok, felvonulások figyelhetőek meg. A bonyolult táncmozdulatok rendre elkápráztatják az embereket. Érdemes megjegyezni azt, hogy Tokusima ebben az időszakban nagyon zsúfolt a fesztivál miatt, hiszen ez sok embert vonz. 
2. Az Indigóház felfedezése: Az Indigóház egy korábbi otthon része, amely egy indigókereskedőé volt. Egyedülálló attrakció mindenki számára. Megismerhető az ősi indigókészítés történelme, miközben egy saját indigóképet is létrehozhat a látogató a túrázás során.
3. Ava Odori Kaikan-ba látogatás: Ava Odori Kaikan egy múzeum, amely az Ava Odori történetét mutatja be egy híres kollekción keresztül. Rengeteg különlegesség tudható meg a kiállítás alapján, amely olyan különféle furcsa dolgokkal is előrukkol, mint például egy robot show, amely az utazás kellemes részévé válhat. A nap folyamán különféle táncbemutatók is megfigyelhetőek, amelyek legfőképpen az Ava Odori-n látható táncokat mutatják be. Ez egy olyan hely, amit érdemes megnézni, és jó programmá válhat az utazás során, ha akkor látogatsz a városba, amikor nincs fesztiválszezon.
4. Helyi ételek kipróbálása: A látogatás során mindenképpen érdemes kipróbálni a helyi ételeket, különösképpen a gyümölcsöket, amelyeket ezen a környéken termesztenek és nagyon híresek. Idetartozik a híres édes eper, illetve a Sudacsi, amely a lime félékhez hasonlítható. Szintén kapható itt például Narutokintoki, amely egy helyben termesztett édesburgonya, és nagyon sok ételben megtalálható. Ha különleges sushi-t enne, akkor mindenképpen kérjen Szagata-sushit. Ez a fajta egy kishalból áll, amely rizzsel van megtöltve, sushi snacket alkotva ez által. 
5. Tokusima Modern Művészeti Múzeum meglátogatása: Mindenképpen érdemes megnézni ezt a múzeumot. Ha érdekli a művészet és többet akar megtudni az ország ezen tájairól származó művészeteiről, látogassa meg ezt a múzeumot. A múzeum számos olyan galériát tartalmaz, amelyek a helyi művészek kortárs alkotásainak szenteltek, és vannak olyan kiállítások is, amelyeket a japán művészi színtéren ismert nyugati művészek mutatnak be.Gyakran azt mondják, hogy ez a régió egyik legjobb kis művészeti múzeuma, ezért érdemes megnézni mindenképpen, ha erre nyaral.
6. Bizan-hegyre való utazás: Ez a hegy a cseresznyefákról ismert, amelyek száma meghaladja az 1500-at, és tavasszal virágzik. A hegycsúcs egy kötélpályán keresztül közelíthető meg, amely közben csodálatos kilátás nyílik a városra. A hegyről lefelé sétálva élvezhető a Tokusima-i táj Ez egy pihentető túra, amely legfeljebb 20 percet vesz igénybe.
7. Tokusima Kastély meglátogatása: A Tokusima vára a Csuo Park közelében található, és egy múzeumból és egy nagy kertből áll össze. A vármúzeumot érdemes meglátogatni, a környéken utazóknak, és azoknak, akik többet akarnak megtudni a kastély történetéről. Számos régiség és kiállítás látható, amelyek a kastély történetet mondják el. A kert egy önmagában is csodás húzóerő, amely források szerint a 16. században készült. Tükrözi a hagyományos japán stílust, amely egy kis nyugalmat áraszt a nyüzsgő városban. Megnyugtató patakok és bájos tavak is megfigyelhetőek ezen a környéken. 
8. Kézműves dolgok gyűjtése: Tokusima egész területén megtalálhatóak a kézműves dolgok. Sikoku ezen része az indigófestésről híres, különböző bonyolult minták figyelhetőek meg pl. ruhákon vagy bútorokon. Híres még ez a rész az otani-jaki kerámiáiról, nagyon sok boltban fellelhetőek ezek is. Tokusima különlegessége még a kézzel készített papír, ami szintén fellelhető a városban.
9. Egy előadás az Ava Jurobe Jasiki-ben: Ava Jurobe Jasiki lehetett a híres szamurájharcos, Jurobe otthona volt régebben. Ma már egy bunrakuként (bábszínház), illetve egy múzeumként is funkcionál. A hét folyamán itt vannak bábelőadások, és ez jó lehetőség lehet a fiatal vendégekkel utazók számára.
10. Ital az Ava Sinmacsigava Sörfőzdében: Aki kipróbálná Tokusimában a helyi sör jellegzetességet, annak érdemes ellátogatni az Ava Sinmacsigava Sörfőzdébe, ami a térség egy híres sörfőzdéje. Itt az ember megkóstolhat különböző középbarna és barna söröket, és meg is tanulhatja, hogyan készülnek azok. Emellett pedig ételkóstolásra is van lehetőség, illetve sörkóstolásra is, amin belül különleges sör koktélokat is kipróbálhat az ember.
11. Tokusima Prefektúra Múzeum meglátogatása: Mindenképpen érdemes ide ellátogatnia azoknak a turistáknak, akik többet szeretnének megtudni a prefektúra történelméről és földrajzáról. Megmutatja Tokusimát a kezdetekben interaktív kiállításokon keresztül, amelyet a gyerekek is élvezhetnek.
12.  Ava Deko Ningjo Kaikan túra: Egy bábmúzeum, ahol az Ava Jurobe Jasiki bábszínház bábosai által készített bábok is megfigyelhetőek. Megtanulhatják, a turisták hogyan készülnek a különböző bábok. (Ez csak japán nyelven elérhető.)
13. 88 Templomi Zarándoklat: Sikoku szigete híres a 88 templomból álló zarándokútról. Sok ebből meglátogatható Tokusima területén is.
14. Éjszakai élet: Tokusima nem az éjszakai életéről híres, de itt is található pár különlegesség. Pl.: Ingrid’s International (karaoke bár, finom italok, téma szerinti napok)
15. ’Self Udon’ - Saját udon: Tokusima híres a ’Self Udon’-járól. Felsorakoztatott hideg-, meleg udonok közül lehet válogatni, köretekkel.

## Oktatás
- Tokusima Egyetem
- Tokusima Bunri Egyetem
- Sikoku Egyetem

## Földrajz
A Josino folyó (Sikoku leghosszabb folyója), több másikkal együtt, a városon keresztül haladnak át. Ezek és a Bizan-hegy spirituális kényelmet nyújt a polgárok számára és a látogatók számára a kellemes pihenést. 

### Hegyek
| Név                         | Magasság | Jegyzetek                                            |
| --------------------------- | -------- | ---------------------------------------------------- |
| Bizan (眉山)                | 277 m    |                                                      |
| Sirojama (城山)             | 62 m     |                                                      |
| Nakacu Minejama (中津峰山)  | 773 m    | The highest mountain in the Tokushima City district. |
| Nisi Rjuo-szan (西竜王山)   | 495 m    |                                                      |
| Higasi Rjuo-szan (東龍王山) | 408m     |                                                      |
| Kinobejama (気延山)         | 212 m    |                                                      |
| Bentenzan (弁天山)          | 6.1 m    | A legkisebb természetes hegység Japánban.            |

### Folyók
- Akui folyó
- Imagire folyó
- Sinmacsi folyó
- Suketō folyó
- Josino folyó

## Testvérvárosok
- Saginaw, Michigan, Egyesült Államok
- Leiria, Portugália
- Dandong, Liaoning, Kína

## Galéria

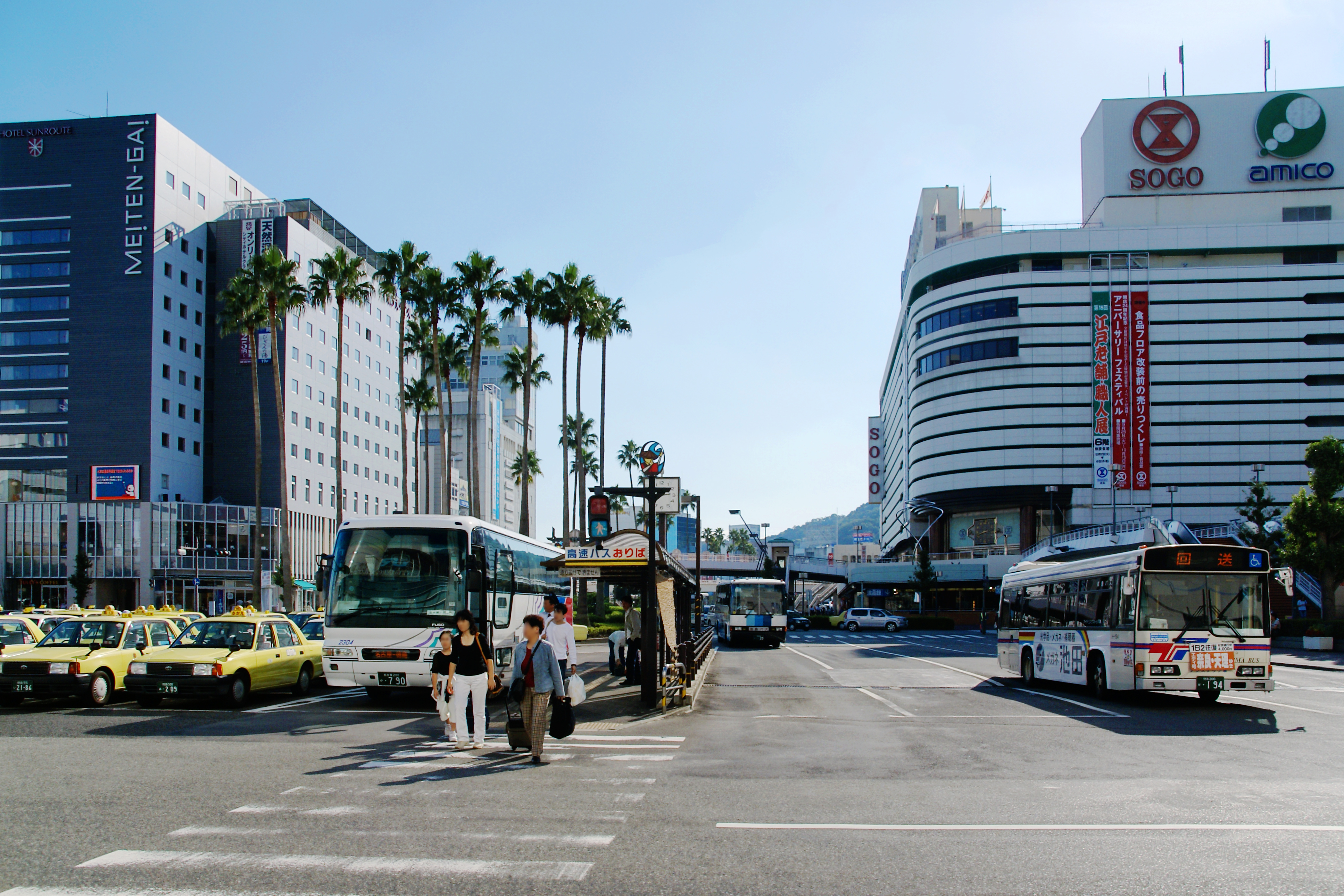
A tokusimai autóbusz-pályaudvar
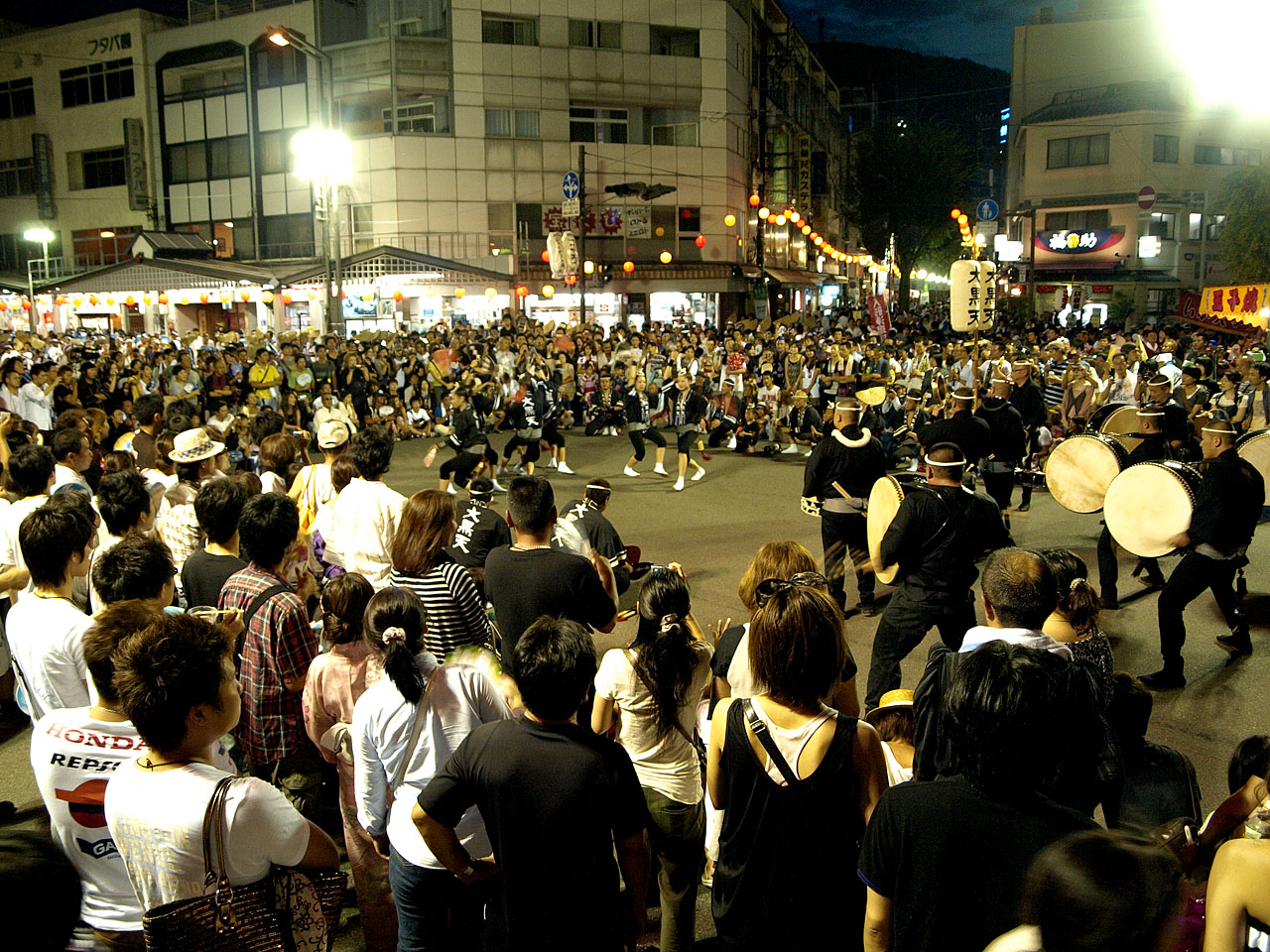
Ava Táncfesztivál, a közismert Bon Festival
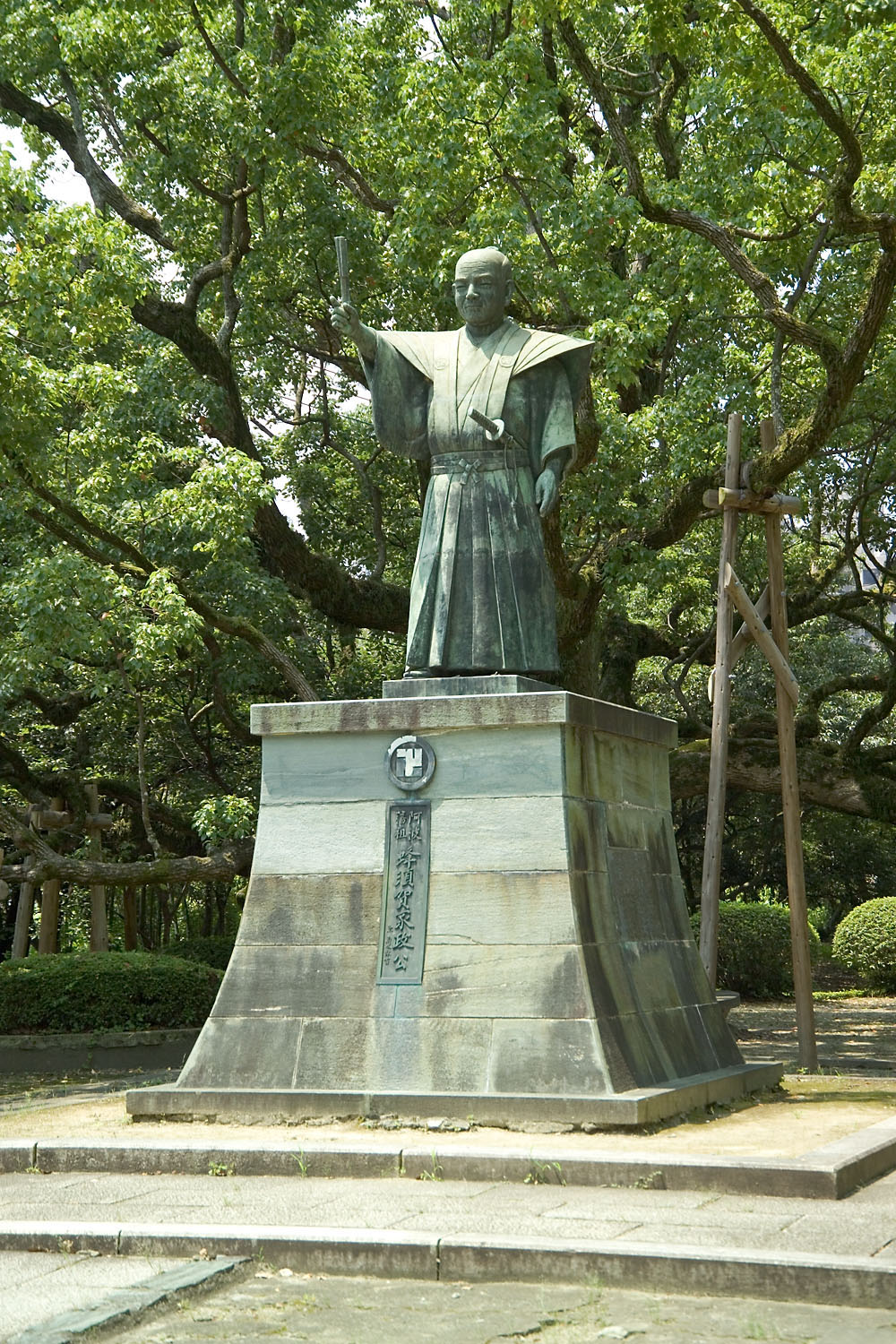
Hacsiszuka Iemasza szobra

## Külső hivatkozások
- Tokushima City official website (japánul)
- Tokushima City official website (angolul)